# 糠塚康江
糠塚 康江（ぬかつか やすえ、1954年 - ）は、日本の法学者。専門は憲法。学位は、法学博士（一橋大学）。東北大学名誉教授、日本学術会議会員。元憲法理論研究会運営委員長。山川菊栄賞受賞。

## 人物
静岡県出身。静岡大学人文学部卒業。一橋大学大学院法学研究科修士課程修了。同博士後期課程単位取得。一橋大学より法学博士の学位を取得。
一橋大学法学部助手、関東学院大学法学部専任講師、助教授、教授を経て、東北大学大学院法学研究科教授。2007年山川菊栄記念会山川菊栄記念婦人問題研究奨励金山川菊栄賞受賞。2011年第11期日本学術会議連携会員。2012年憲法理論憲研究会運営委員長。2016年日本学術会議会員（第一部）。2020年東北大学名誉教授。2021年辻村みよ子、大山礼子らとジェンダー法政策研究所を設立し共同代表に就任。

## 著作
- 『選挙に勝つ―Q&A地方選挙マニュアル』一橋出版 (1991/10)
- 『もっと知りたい日本国憲法―市民が政治を変える』ほんの木 (1995/02)
- 『パリテの論理 ― 男女共同参画の技法』信山社(2005/11/10)
- （浅野俊哉と共編）『創造する「平和」―共同性への模索と試み』関東学院大学出版会 (2008/03)
- （藤田潤一郎と共編）『民主主義を考える―過去、現在そして未来へ』関東学院大学出版会 (2010/04)
- 『現代代表制と民主主義』日本評論社 (2010/6/16)
- （辻村みよ子と共著）『フランス憲法入門』三省堂 (2012/04)
- （吉田仁美と共著）『エスプリ・ド 憲法』ナカニシヤ出版 (2012/10)
- 辻村みよ子、三浦まり、糠塚康江、三成美保、大山礼子、川橋幸子ほか 著、辻村みよ子、三浦まり、糠塚康江 編『女性の参画が政治を変える―候補者均等法の活かし方』信山社出版、2020年2月29日。ISBN 978-4797286465。

## 受賞
- 山川菊栄記念会山川菊栄記念婦人問題研究奨励金山川菊栄賞（2007年）